# Angela Franke
Angela Franke (República Democrática Alemana, 18 de noviembre de 1957) es una nadadora alemana retirada especializada en pruebas de cuatro estilos, donde consiguió ser medallista de bronce mundial en 1975 en los 200 metros estilos.

## Carrera deportiva
En el Campeonato Mundial de Natación de 1975 celebrado en Cali (Colombia), ganó la medalla de bronce en los 200 metros estilos, con un tiempo de 2:20.81 segundos, tras la estadounidense Kathy Heddy  y la también alemana Ulrike Tauber  (plata con 2:20.40 segundos).